# 托尔斯滕·魏德纳
托尔斯滕·魏德纳（德語：Thorsten Weidner，1967年12月29日—），德国男子击剑运动员。他曾获得1988年夏季奥运会男子花剑团体银牌和1992年夏季奥运会男子花剑团体金牌。